# Ив
Ив (фр. Yves) — коммуна во Франции, находится в регионе Пуату — Шаранта. Департамент коммуны — Шаранта Приморская. Входит в состав кантона Рошфор-Север. Округ коммуны — Рошфор.
Код INSEE коммуны — 17483.

## Население
Население коммуны на 2010 год составляло 1438 человек.
| 1962 | 1968 | 1975 | 1982 | 1990 | 1999 | 2010 |
| ---- | ---- | ---- | ---- | ---- | ---- | ---- |
| 494  | 504  | 531  | 807  | 893  | 1050 | 1438 |